# 오라녜나사우 공자 프리소
요한 프리소 베른하르트 크리스티안 데이비드(네덜란드어: Johan Friso Bernhard Christiaan David, 1968년 9월 25일 ~ 2013년 8월 12일)는 네덜란드 여왕 베아트릭스 여왕과 클라우스 공 사이에서 태어난 차남이다. 형제로는 형 빌럼알렉산더르 국왕과 남동생 콘스탄테인 왕자가 있다.

## 사고와 사망
2012년 2월 17일 프리소는 오스트리아 서부 포어아를베르크주 레흐에서 휴가를 즐기던 중 눈사태를 만나 20분 가량 깔려 있다가 구조되었다. 헬기로 인스브루크의 대학병원에 이송되어 치료를 받았지만 2월 24일 그를 담당한 의사 볼프강 콜러 박사는 네덜란드에 생중계되는 기자회견에서 프리소가 눈 속에 오래 파묻혀 있었기 때문에 충분한 산소가 공급되지 못해 뇌가 대규모로 손상된 것으로 MRI 검사에서 나타났다고 밝혔다. 2012년 3월 1일 프리소 왕자는 자신이 살던 영국의 웰링턴 병원으로 이송되었다.
프리소 왕자의 사고는 어머니 베아트릭스 여왕의 퇴위 결심에도 영향을 미쳤다.
결국 오랜 기간 동안 의식불명 상태인 끝에 2013년 8월 12일 44세의 나이로 사망하였다.

## 결혼
프리소는 2004년 인권운동가 마벌 비서 스밋과 결혼했다. 마벌의 학창 시절 폭력 조직의 두목 클라스 브륀스마와의 관계가 문제가 되어 네덜란드 의회는 두 사람의 결혼을 승인하지 않았고 프리소는 의회 승인 없이 결혼해 네덜란드 왕자라는 직함 및 왕위계승권을 포기했다.

## 자녀
프리소의 두 딸에게는 네덜란드 왕위 계승권이 주어지지 않는다.
- 루아나(2005~)
- 자리아(2006~)